# ビンカムリ
ビンカムリ（パウリネラ・クロマトフォラ） Paulinella chromatophora は、有殻糸状根足虫の1種である。シアノバクテリアによく似た色素体を持ち、その光合成によって生活することで知られ、共生藻類から細胞小器官としての葉緑体の進化を考える上で重視されている。

## 概説
この生物はケイ酸質の壺型の殻を持つアメーバで、壺の口から糸状の偽足を伸ばして運動することができる。殻の中には円柱形を大きく曲げた形で青緑色をした構造が2個入っており、これはシアノバクテリアに似た構造を持つ。本種はこの色素体の光合成による栄養供給によって独立栄養の生活を営む。同属の他の種は基本的には通常のアメーバ類と同じく他の微生物等を捕食して生活するものであるのに対して、本種は捕食行動を取らず、そのための構造も持たない。なお同属には他に2種、本種同様の色素体を持ち、同様の生活をするものが知られる。
本種は他の有殻糸状根足虫と同一の系統に属するものであり、この群で本種（とその近縁種）のみが独自に共生藻を獲得したものと考えられる。現在では植物や藻類の葉緑体はシアノバクテリアを細胞内共生させたもの（あるいはそのようにして作られた藻類細胞を細胞内共生させたもの）に由来するものと考えられており、その最初の共生 (一次共生) は生物の歴史の中でただ1回だけ生じ、現在の葉緑体の全てはこれに由来するものと考えられている。それに対して本種（とその近縁種）の色素体はそれより遙かに最近に生じた別個の共生に由来し、現在細胞器官化が進んでいる最中であると考えられている。そのためにこのような過程を理解する上で重要なものと考えられている。

## 特徴
本種は、壺型の殻を持った糸状根足虫である。殻は無色透明で、楕円形、殻口にはごく小さな首がある。殻の長さは 25 µmから 35 µm、幅は 19 µm から 23 µmで、この類ではかなり小さい方である。さらに殻口の径は 4 µm から 5 µmと、これは特に小さい方である。細胞体も無色で、色素体 (Chromatophore) だけが青緑色をしている。色素体は2個あり、指状で大きく湾曲している。細胞核は大きく、細胞質の後方にある。仮足は細長い糸状で分枝せず、口孔から数本を伸ばす。
細胞体は殻の中でその基部近くにあり、大きさは個体によるが、決して殻の内部全部を充たすことはない。仮足を出す前は細胞体は殻の口のところに丸まっており、唐突に1本、ないし数本の仮足を突き出す。これはほんの少し静止状態にあり、しかし普通はすぐに振り回したり揺れたりするように動き、あたかも鞭毛のように見える。
殻はケイ酸質で出来ており、一端に小さな口がある。殻は煉瓦状の鱗で作られていて、個々の鱗の形は横長の六角形をしている。そのような鱗が5枚、環状に並ぶことで殻の外周を構成する。殻の表面はそのような5列の鱗に覆われている。個々の列を構成する鱗の数は12枚から14枚で、中央のものが最も大きく、両端に向けて小さいものが並ぶ。殻の頂端部では3枚か4枚の小さな鱗が寄り集まったようになっており、殻口側では2枚の小さな鱗が向かい合わせに立って、その間に口孔が開く。更にもう1枚の鱗がこの2枚の鱗の角を覆うようになっており、この3枚の鱗が首を形成している。
なお、和名のビンカムリは岡田他 (1965) や上野編 (1973) で使われており、いずれも種に対する和名としてである。前記の書でも上位分類群に関しては属名には言及が無く、科の所属はウロコカムリ科とされており、今の科に関しては和名を見つけられない。ただし岩槻・馬渡監修 (1999) などでは学名カナ読みのパウリネラ・クロマトフォラが使われている。井上 (2007) では同じく仮名読みながらポーリネラが用いられている。

## 分布と生環境
本種は地球上の水域に広く分布しており、ヨーロッパでもアメリカでも記録がある。ただし保存されている株は多くなく、これは本種の培養が難しいことと同時に、やはり自然界での存在そのものが稀少であることによるという。
日本でも報告がある。岡田他 (1965) では珍しいものであり、北海道の泥炭湿地に見られ、また上高地からも発見されたと記されている。他方で月井 (2010) では平地の池沼や田圃、高地の湿地まで「幅広く生息」するとしてある。Melkonian & Mollenhauer (2005) によると原記載の示す場所は河口域の富栄養な場所であり、そのような部分の川底は往々に酸素が多く消費され、硫化水素が発生し、本種は独特な生物群集の一員として出現しがちで、共に生息するものとしては Gymnodinium aeruginosum (ハダカオビムシ属、渦鞭毛藻類)、Glaucocystis nostochinearum (灰色藻類)、Chroomonas nordstedtii (クリプト藻類)、それにシアノバクテリアの数種である。なお、淡水のみでなく汽水からも知られる。また本種によく似たもので淡水産の種がもう1種（P. microspora）発見されており、この種と同定された株には日本産のものが含まれている (後述)。上記の日本での記録はこの種が含まれているはずである。

### 栄養に関して
有殻糸状根足虫は、普通は仮足によって他の微生物を捕食するものである。しかし本種の場合には摂食行動や食胞が観察されたことがなく、捕食は行わないものと考えられる。つまり栄養は色素体の光合成に依存していると考えられてきた。これに関しては原記載においても摂食が見られず、明らかに色素体の助けで緑色植物のように (Holophytic) 生活している、と記されている。

### 分裂に関して
この類は総じて珪酸質の鱗の組み合わさってできた殻を持つ。無性生殖は2分裂によるが、その際にはあらかじめ母細胞質内で分泌された鱗から形成された新たな殻が元の殻と口を向き合わせてくっつけた形で形成され、その後に細胞質が分かれてその1つが新たにできた殻の中に移り、2個体となる。この種の場合、分裂に際しては母細胞が持つ2個の色素体のうちの1個が分裂で新たに形成される細胞に移動する。色素体はその後に各細胞内で分裂し、個々の個体は元通りに2個の色素体を持つことになる。観察では色素体が1個だけの個体が稀に見られ、たとえば本種発見のすぐ後にその殻の構造を報告した Penard は1905年に発表した報告で色素体が1本だけしか持っていない個体の図を示しているが、これは分裂直後の個体を観察した場合であるらしい。
分裂はこの類全体で同じように行われるが、その際にどのように殻が形成されるかは判明していなかった。しかし2014年に、本種において殻の形成過程が観察された。それによると、殻を構成する鱗は個々に作られ、それを特殊な仮足で保持し、口側から上に向かって積み上げるような形で組み立てるようにして作られる。鱗は多数あり、その殻上の位置によって大きさも形も異なるが、アメーバは正確に組み立ててゆくという。なお、このような研究が成立したのは、本種が培養可能であることにもよるという。
参考までに、この経過は顕微鏡下でビデオ撮影され、ユーチューブ上で公開されている。

## 分類と系統
伝統的な分類体系では有殻糸状根足虫類は殻の構造で分類されている。この群の代表的なものにウロコカムリ Euglypha があり、これでは殻を構成する鱗は魚のそれのように重なり合い、殻口は一端に大きく開く。他にもいくつかの群があるが、それらは殻口が殻の側面寄りにあったり、そこの特殊な構造があったり、あるいは殻口が両端にあったりと様々な特徴を持つ。本属は殻を構成する鱗が互いに重ならないこと、壺型の殻の一端に首のある小さな殻口を持つことなど、その特徴が他に共通するものが無く、この1属で単独のパウリネラ科 Paulinellidae をなす。
当然ながらより正確な系統関係は分子系統の分析に依るべきであるが、この群では多くはこのような検討がなされていない。ただしその中でも本種とウロコカムリについてはこの面での近縁性が確認されている。色素体の類似性から灰色植物門に含めたこともあるが、現在は認められない。
近年まではこの属には4種が知られ、本種は色素体を持つ点で他の3種と明確に区別出来るものであったが、それ以降に新種の記載があり、たとえば Nicholls (2009) はカナダの太平洋岸で6種を新種記載している。さらに本種とされていた株の検討から隠蔽種が含まれるとの判断があり、これは2017年に新種 P. micropora として発表された。その前にやはり色素体を持つもので、こちらは海産の種が発見され、P. longichroromatophora と名付けられた。これら3種については形態的に区別が出来るものの、分子系統的には単系統をなすとの解析結果があり、これらが含んでいる色素体についても単系統をなすという。ちなみに P. microspora と同定されたものの1つは FK01 という株であるが、この株は日本の池で得られたものだとのことである。

## 歴史
本種は Robert Lauterborn によって1895年に記載された。発見場所はドイツのラインラント-プファルツ州のライン川の古い川底堆積物からである。属名は彼の継母 (および叔母) に献名されたものである。本種が色素体を持つことで、彼はこの種を特に注目すべきものと考えた。彼自身が『淡水産のこの界の中でもっとも興味深い存在』と記している。
この発見は多くの関心を呼び、早速その殻の構造や分裂の様子などが報告された。分裂に際して色素体が1つずつ娘細胞に渡されることも1927年には報告されている。1929年には色素体を示す言葉としてシアネルが導入された。1952年にはこの色素体を細胞器官と見なしてよいかどうかの議論があった。1974年と1992年には本種が透過電子顕微鏡で検討され、シアネルの微細構造などが明らかにされた。
この間、いわゆる共生説から始まる葉緑体が共生微生物起源であるとの判断が次第に固まると、類似の状況でありながらその含む色素体が単なる共生藻類ではなく、しかし強く独立の微生物の形を残すものとして本種の存在が注目を浴びるようになった。現在では細胞内共生体から細胞器官への進化を考える際の重要なモデル生物として本種は注目を集めており、この分野の論議において『舞台のセンターを獲った (taking center stage)』という状況となっている。

## 色素体について
本種の色素体は青緑色であり構造的にもシアノバクテリア（藍藻類）に似ており、これはシアノバクテリアが細胞内共生したものがその起源と考えられている。類似の色素体を持つ例に灰色植物門があり、その色素体のことをチアネル、あるいはシアネレ (cyanelle) と呼ぶ。本種の色素体もこう呼ばれることもある。ただし本種のものの方が本来の姿に近く、たとえば両者の色素体は共に表面を包む2層の膜の間にペプチドグリカンの層と見られる構造が存在し、本種のそれは灰色植物のそれよりしっかりしていて、自由生活のシアノバクテリアのそれに近い。この種が属する有殻糸状根足虫類では、Zoochlorellaなどの共生藻類が見られるものもあるが、この種のような色素体を持つ例は他に知られてこなかった。
この色素体は16S rDNA を用いた分子系統の研究から、シアノバクテリアの中でも Synechococcus 属、および Prochococcus 属の系統に含まれることが判明した。これらはいわゆるピコプランクトンとして出現するものである。ちなみにFelix Eugen Fritsch (1876-1954) は本種発見の報を受け、その色素体を指して Synechococcus? と書いている由。
この共生が始まったのはこの色素体のゲノムの減少率からの推定で6000万年前とされており、本種の色素体は全て、この1回の共生に由来すると見られている。上述のように現在は色素体を持つ種がもう2種発見されているが、それらの色素体も本種のそれと単系統をなすとされている。

### その性質について
本種の色素体はその構造においてシアノバクテリア (藍藻類) を強く思わせ、古くから藍藻由来の共生体であろうとの判断があった。しかしながら本種の色素体には以下のような特徴がある。
- 細胞外で生育できない。
- 細胞分裂の際には必ず1個ずつ娘細胞に受け渡される。
- 色素体の分裂は宿主細胞の分裂と同調している。

つまりこの種の色素体はシアノバクテリアの構造を持ちながらも、葉緑体のような振る舞いも見せる。すなわち葉緑体ほどではないものの、細胞器官としての性質を持っている。葉緑体もシアノバクテリアの共生から始まったとされているから、本種の色素体はその変化の初期段階に当たると考えることもできる。

### 葉緑体の系統に関して

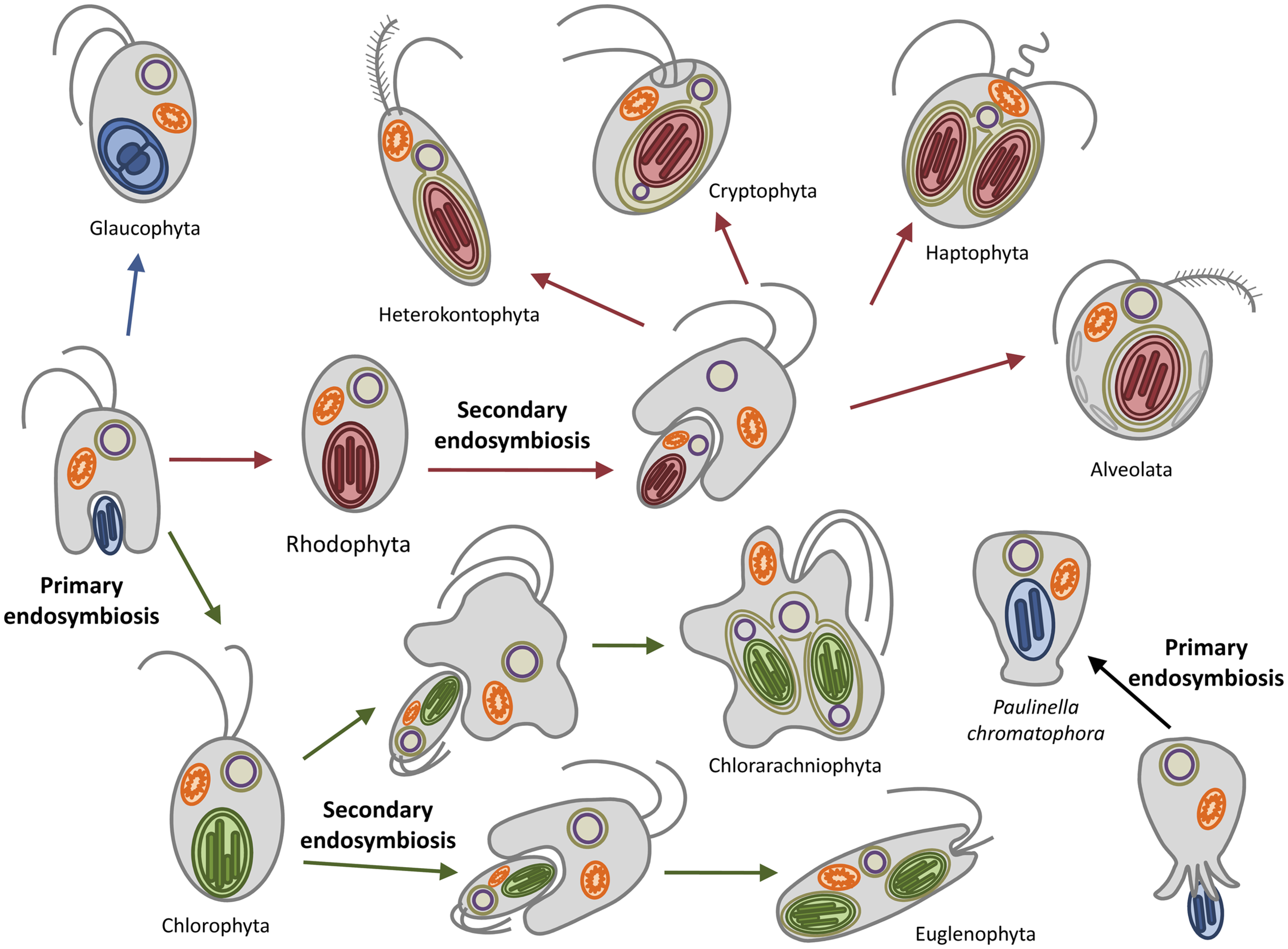
葉緑体の系統の模式図
右下に本種が配されている。

従来、葉緑体は単系統、単一の起源を持つと考えられている。すなわち、真核細胞の進化の初期にシアノバクテリアのような光合成生物が共生体となり、葉緑体化した。これを一次共生と呼び、これによって成立したのが緑色植物、紅藻類、灰色藻類で、これらを一次植物と言う。それ以外の藻類は一次植物の藻類を共生体として取り込み、それを葉緑体化したものなので、これらを二次共生、二次植物と言う。つまり全ての葉緑体は最初に真核細胞とシアノバクテリアとの間に成立した一次共生に始まり、これはただ1回のみ起こったと考えられてきた。
しかし本種の色素体は上述のような系統上の位置が確認されており、これは通常の葉緑体とは異なっている。つまり上記の葉緑体が単系統であるというこれまでの考え方に対する唯一の例外となる。同時にまた、一次共生という現象そのものに対する理解にも大いに役立つことが考えられる。

### 細胞器官化に関して
本種の色素体が細胞内共生者であるのか細胞器官であるのかについては長く議論の対象であったが、現在では共生者から細胞器官化しつつある存在、との判断である。
一般的に見られる細胞小器官化した元共生微生物（葉緑体、ミトコンドリア）に見られる特徴の1つに、共生体の遺伝子が宿主細胞の核に大きく移動するというものがある。その点では緑色植物の葉緑体も、元のシアノバクテリアの特徴をよく残しているように見られる灰色藻類のシアネルも大差はなく、その所有するDNAの量は一般的なシアノバクテリアの10％満たないことが分かっている。本種の場合、光合成に関するものを含むシアノバクテリアの生活上重要な遺伝子が複数すでに無くなっていることが認められているが、通常の葉緑体を持つ生物では核に移動して葉緑体状に見られないpsbOという光合成に関わる遺伝子や原核生物にのみ見られるnifBという窒素固定に関わる遺伝子が存在することが確認され、自由生活のシアノバクテリアの特徴を強く残しているととれる。総量で見ると、自由生活のシアノバクテリアで、本種の色素体に近縁とされるSynechococcus 属や Prochococcus 属のゲノムが約 3 Mbpであるのに対して、本種の色素体のそれは 1.02 Mbpであり、つまり約2/3の遺伝子が失われたか宿主細胞の核へ移動したことになる。それでも葉緑体のそれは 100 kbpから 200 kbp程度であり、本種色素体のそれは格段に大きく、本種の色素胞は細胞器官への変化において『道半ば(work in progress)』と言える。
井上 (2007) は本種の色素体に関しての記述の中で、本種の色素体が充分に役立つものであったなら、一気に適応放散をして新たな植物群になった可能性を述べ、そうならなかったこと、あるいは現在の本種が培養困難で普通の藻類のように増えないことから、色素体が適応的に機能していないのではないか、それはまた色素体の共生が遅かったために、まだ充分に確立していないのかも知れない、などと述べている。
植物の葉緑体が細胞器官化したのは10億年前と推定されており、その過程を研究するのは容易でないのに対して、本種の色素体が共生を始めたのは6000万年前と遙かに最近のことなので、その点でも細胞器官化の研究対象として重要である。